# 第1スキー猟兵師団
第1スキー猟兵師団（ドイツ語: 1. Skijäger-Division）は、ドイツ陸軍の歩兵部隊。冬季にスキーによる移動が出来るように訓練された。
来る冬季作戦に備えて1943年秋に東部戦線で創設され、1944年夏に完全な師団に拡大された。中央軍集団隷下部隊として東部戦線で戦い、ヴィスワ川での戦いやスロバキア、ポーランド南部、チェコへの撤退期も含めて戦闘を行った。1945年5月、赤軍に降伏した。

## 沿革

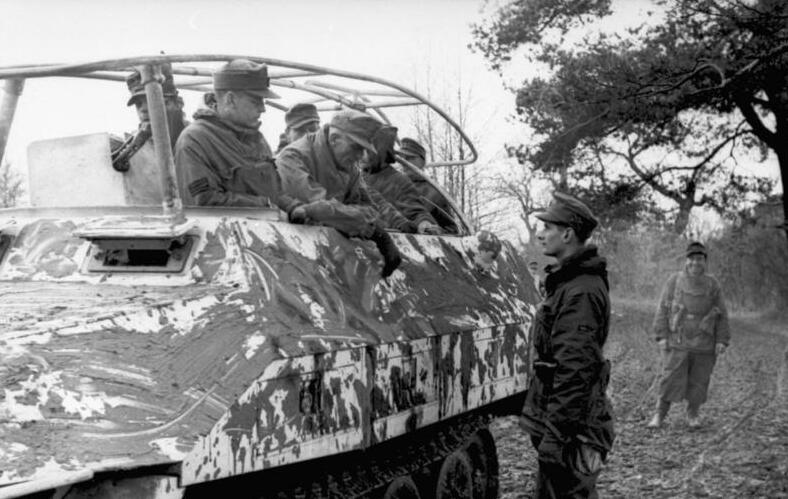
Skijäger-Brigade in 1944.

アメリカの作家ジョージ・ナフツィガーによえば、第1スキー猟兵師団は1943年9月に編成された第1スキー猟兵旅団を拡大して1944年6月2日に編成された。この時期のドイツ軍の編成の常として、師団は既存の部隊を中心に編成され、新兵を加えて強化された。第19装甲擲弾兵旅団、第65重砲兵連隊、第152装甲猟兵大隊、第18ヴェルファー大隊の一部と、旅団を師団に拡大するために使用された第615対空砲大隊が含まれた。
1945年1月1日時点で、第1スキー猟兵師団（当時はA軍集団ハインリチ軍集団隷下）の兵力は12,014人。(p504)

## 組織
師団の組織:
- 師団司令部
- 第1スキー猟兵連隊（Ski-Jäger-Regiment 1）
- 第2スキー猟兵連隊（Ski-Jäger-Regiment 2）
- 第1重スキー大隊（schweres Ski-Bataillon 1 ）→第1スキーフュージリアー大隊（Ski-Füsilier-Bataillon 1）
- 第152砲兵連隊（Artillerie-Regiment 152）
- 第152スキー駆逐戦車大隊（英語: 152nd Ski Tank Destroyer Battalion）
- 第270突撃砲大隊（Sturmgeschütz-Abteilung 270）
- 第85スキー工兵大隊（Ski-Pionier-Bataillon 85）
- 第152スキー信号大隊（英語: 152nd Ski Signal Battalion）
- 第152スキー野戦補充大隊（英語: 152nd Ski Field Replacement Battalion）
- 第152スキー師団補給グループ（英語: 152nd Ski Division Supply Group）

## 司令官
- ギュンター・フォン・マントイフェル（Günther von Manteuffel）、1943年4月1日 - 1943年9月
- マルティン・ベルク（Martin Berg）、1944年5月13日 - 1944年8月2日
- グスタフ・フント（Gustav Hundt）、1944年10月3日 - 1944年11月15日
- エマヌエル・フォン・キリアニ（Emmanuel von Kiliani）、1944年11月15日 - 12月7日
- グスタフ・フント、1944年12月8日 - 1945年1月
- ハンス・シュテーツ（Hans Steets）、1945年1月 - 2月
- グスタフ・フント（Gustav Hundt）、1945年2月 - 4月
- ブルーノ・ヴァイラー（Bruno Weiler）、1945年4月 - 5月